# BMW M4
Der BMW M4 ist das höchstmotorisierte Modell der 4er-Reihe von BMW. Er wurde von der BMW M GmbH als Coupé-Version des BMW M3 entwickelt und produziert.
Bisher gab es folgende Modellreihen des BMW 4er:
- BMW F82 (erste Generation, 2014–2020)
- BMW G82 (zweite Generation, seit 2020)

## Die Baureihen im Überblick

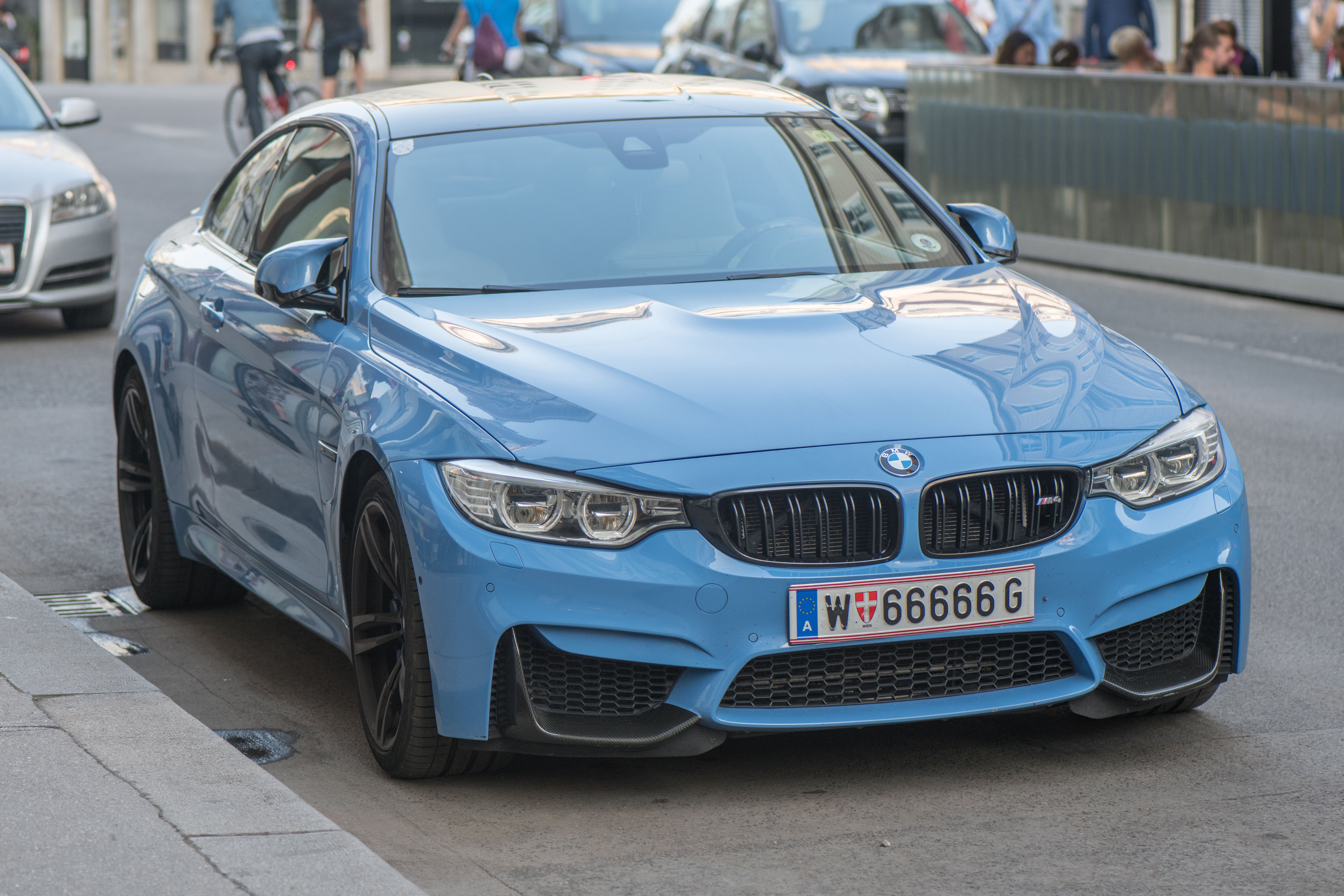
BMW F82 (2014–2020)
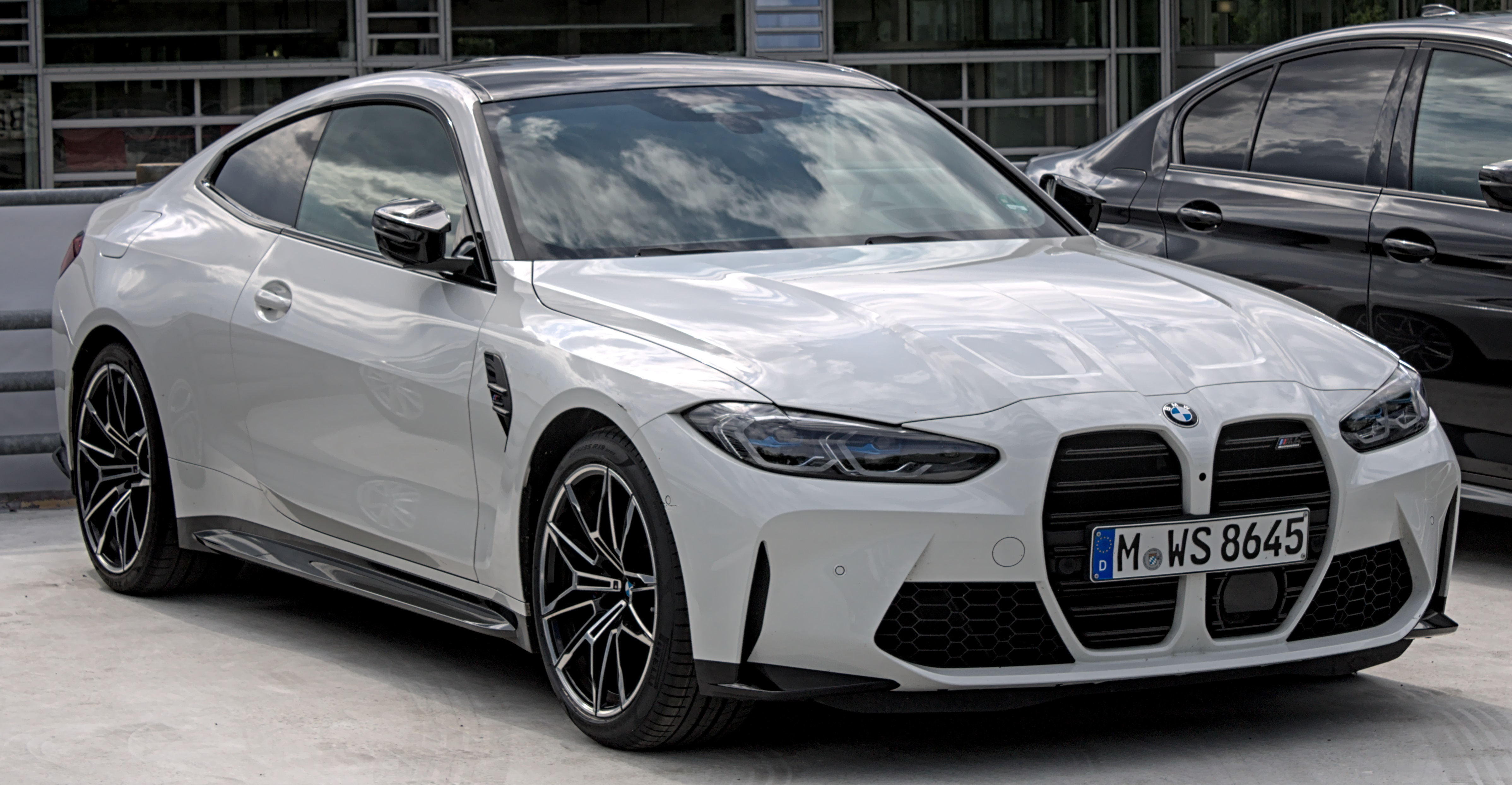
BMW G82 (seit 2021)